# Salem Generating Station

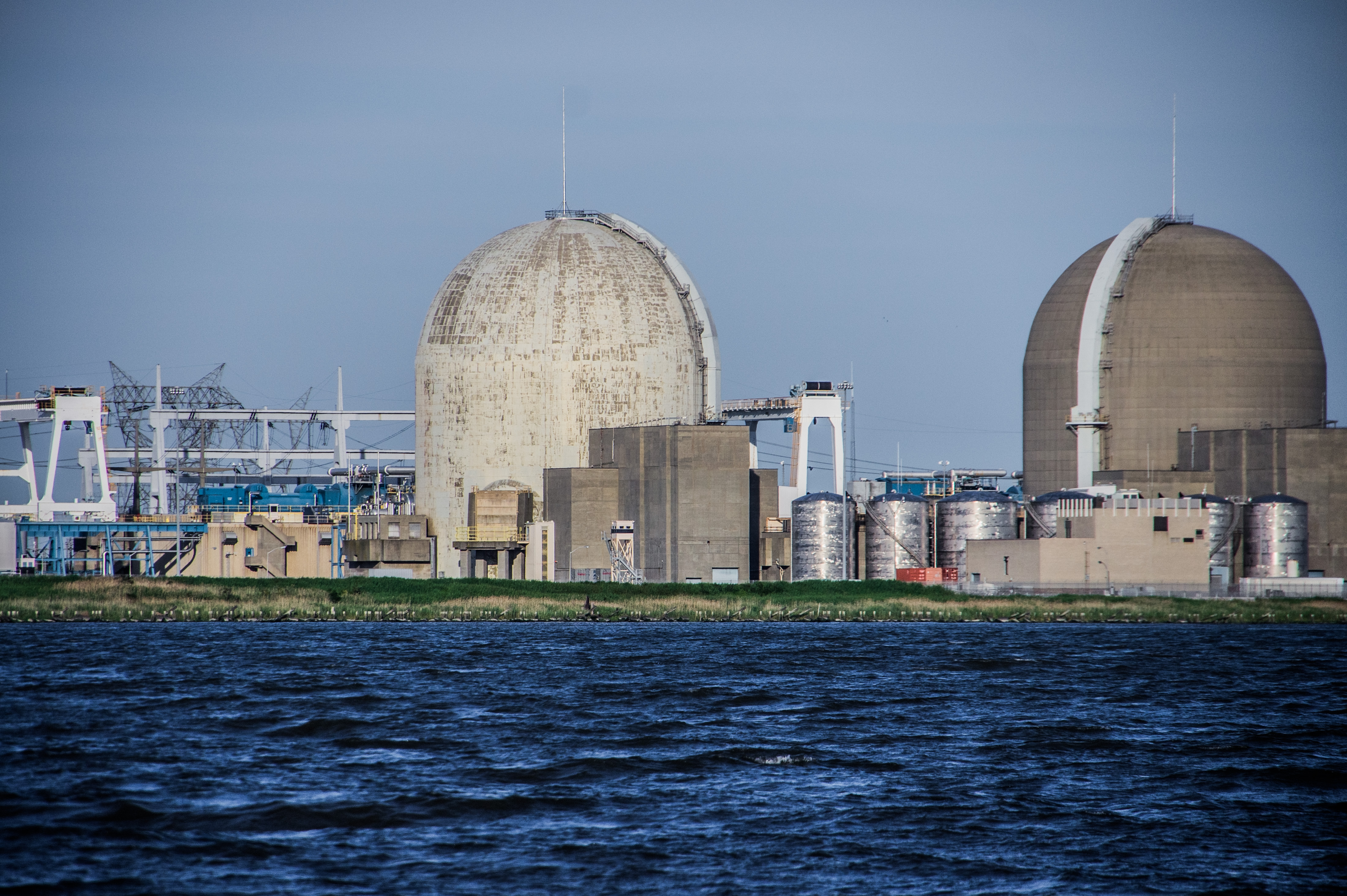
Salem Generating Station, 2012.

Salem Generating Station är ett kärnkraftverk med två kärnreaktorer som kan producera maximalt 2 324 megawatt (MW) elektricitet. Kärnkraftsanläggningen ligger i Lower Alloways Creek Township, New Jersey i USA. Salem ägs till 57% av Public Service Enterprise Group (PSEG) medan de resterande 43% ägs av Constellation Energy.
Kärnkraftverkets första reaktor kom i drift den 30 juni 1977 medan den andra gjorde det den 13 oktober 1981.